# Fjoralb Deliaj
Fjoralb Deliaj (Valona, 4 aprile 1997) è un calciatore albanese, difensore o centrocampista del Lushnja.

## Carriera
Il 24 agosto 2020 viene acquistato a titolo definitivo dalla squadra albanese del Kastrioti.

## Statistiche

### Presenze e reti nei club
Statistiche aggiornate al 13 maggio 2021.
| Stagione                 | Squadra                  | Campionato               | Campionato | Campionato | Coppe nazionali | Coppe nazionali | Coppe nazionali | Coppe continentali | Coppe continentali | Coppe continentali | Altre coppe | Altre coppe | Altre coppe | Totale | Totale |
| Stagione                 | Squadra                  | Comp                     | Pres       | Reti       | Comp            | Pres            | Reti            | Comp               | Pres               | Reti               | Comp        | Pres        | Reti        | Pres   | Reti   |
| ------------------------ | ------------------------ | ------------------------ | ---------- | ---------- | --------------- | --------------- | --------------- | ------------------ | ------------------ | ------------------ | ----------- | ----------- | ----------- | ------ | ------ |
| nov. 2014-2015           | Flamurtari Valona        | KS                       | 0          | 0          | CA              | 1               | 0               | -                  | -                  | -                  | -           | -           | -           | 1      | 0      |
| mar.-giu. 2016           | Tirana                   | KS                       | 11         | 0          | CA              | 0               | 0               | -                  | -                  | -                  | -           | -           | -           | 11     | 0      |
| 2016-2017                | Tirana                   | KS                       | 7          | 0          | CA              | 5               | 0               | -                  | -                  | -                  | -           | -           | -           | 12     | 0      |
| lug.-set. 2017           | Tirana                   | KP                       | 0          | 0          | CA              | 0               | 0               | UEL                | 2                  | 0                  | SA          | 0           | 0           | 2      | 0      |
| Totale Tirana            | Totale Tirana            | Totale Tirana            | 18         | 0          |                 | 5               | 0               |                    | 2                  | 0                  |             | 0           | 0           | 25     | 0      |
| 2017-2018                | Flamurtari Valona        | KS                       | 12         | 0          | CA              | 5               | 1               | -                  | -                  | -                  | -           | -           | -           | 17     | 1      |
| 2018-2019                | Flamurtari Valona        | KS                       | 22         | 0          | CA              | 4               | 0               | -                  | -                  | -                  | -           | -           | -           | 26     | 0      |
| 2019-gen. 2020           | Flamurtari Valona        | KS                       | 14         | 0          | CA              | 1               | 0               | -                  | -                  | -                  | -           | -           | -           | 15     | 0      |
| Totale Flamurtari Valona | Totale Flamurtari Valona | Totale Flamurtari Valona | 48         | 0          |                 | 11              | 1               |                    | -                  | -                  |             | -           | -           | 59     | 1      |
| gen.-giu. 2020           | Struga                   | PL                       | 3          | 0          | CM              | 1               | 1               | -                  | -                  | -                  | -           | -           | -           | 4      | 1      |
| 2020-2021                | Kastrioti                | KS                       | 21         | 0          | CA              | 1               | 0               | -                  | -                  | -                  | -           | -           | -           | 22     | 0      |
| Totale carriera          | Totale carriera          | Totale carriera          | 90         | 0          |                 | 18              | 2               |                    | 2                  | 0                  |             | 0           | 0           | 110    | 2      |

## Palmarès

### Club

#### Competizioni nazionali
- Coppa d'Albania: 1

Tirana: 2016-2017